# Youri Tielemans
Youri Tielemans (Sint-Pieters-Leeuw, 7 de maio de 1997) é um futebolista belga que atua como meio-campista. Atualmente, joga no Aston Villa.

## Carreira

### Anderlecht
No dia 22 de maio de 2013, Tielemans assinou seu primeiro contrato profissional com o Anderlecht. Estreou no dia 28 de julho de 2013, na derrota por 3 a 2 contra o Lokeren, pela Belgian Pro League.
Já no dia 1 de outubro de 2013, na derrota por 3 a 0 contra o Olympiacos, se tornou o jogador belga mais jovem a atuar na Liga dos Campeões da UEFA, com 16 anos e 148 dias.
Em cada uma de suas duas primeiras temporadas no Anderlecht, Tielemans foi eleito o Jovem Jogador de Futebol do Ano (2014 e 2015), ao lado de outros prêmios, como o Talento Belga do Ano (2014) e o estreante mais promissor da Bélgica (2015).

### Monaco
Tielemans foi comprado pelo Monaco em julho de 2017, pelo valor de 26,2 milhões de euros (98.8 milhões de reais, na cotação da época).

### Leicester
Posteriormente, em janeiro de 2019, foi emprestado ao Leicester. Após fazer uma boa temporada pelo clube inglês, foi adquirido em definitivo e assinou por quatro temporadas.
Tielemans fez um total de 195 partidas pelos Foxes e marcou 28 gols, incluindo o gol da vitória 1 a 0 sobre o Chelsea na final da Copa da Inglaterra de 2021. Contudo, ele foi rebaixado com o clube inglês na temporada 2022-23 da Premier League.

### Aston Villa
Youri Tielemans foi anunciado pelo Aston Villa em 10 junho de 2023. Tielemans vai vestir a camisola 8 do clube de Birmingham.

## Seleção Belga

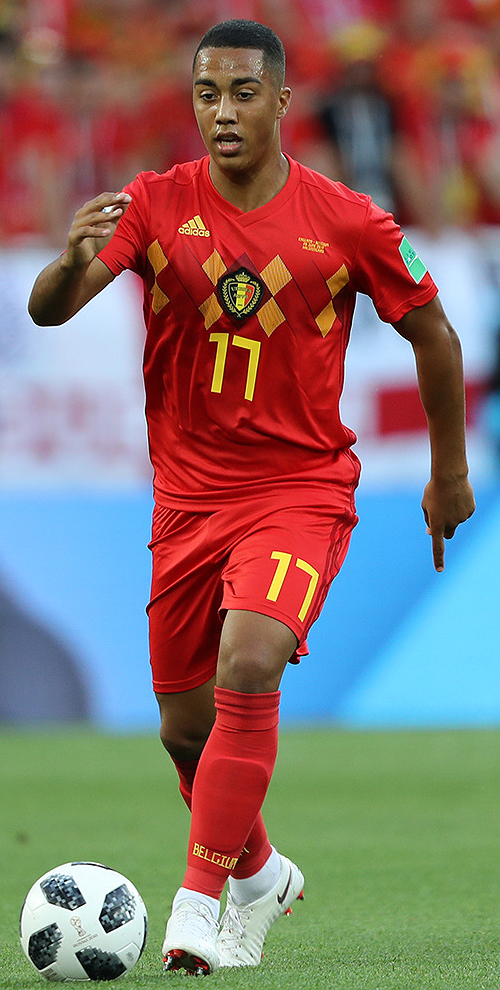
Youri Tielemans em 28 de junho de 2018, durante a partida da fase de grupos da Copa do Mundo da FIFA 2018 entre Inglaterra e Bélgica

Tielemans também defendeu a seleção da Bélgica nas Copas do Mundo de 2018 e 2022 e da Euro 2020.  Tielemans fez sua estreia na seleção principal em 9 de novembro de 2016, em um amistoso por 1 a 1 contra a Holanda.

## Estatísticas
Atualizado até 13 de dezembro  de 2020.

### Clubes
| Equipe            | Temporada         | Campeonato nacional | Campeonato nacional | Copa nacional | Copa nacional | Competições continentais | Competições continentais | Outros torneios | Outros torneios | Total | Total |
| Equipe            | Temporada         | Jogos               | Gols                | Jogos         | Gols          | Jogos                    | Gols                     | Jogos           | Gols            | Jogos | Gols  |
| ----------------- | ----------------- | ------------------- | ------------------- | ------------- | ------------- | ------------------------ | ------------------------ | --------------- | --------------- | ----- | ----- |
| Anderlecht        | 2013–14           | 29                  | 1                   | 2             | 1             | 4                        | 0                        | –               | –               | 35    | 2     |
| Anderlecht        | 2014–15           | 39                  | 6                   | 4             | 2             | 8                        | 0                        | 1               | 0               | 52    | 8     |
| Anderlecht        | 2015–16           | 34                  | 6                   | 2             | 1             | 9                        | 0                        | –               | –               | 45    | 7     |
| Anderlecht        | 2016–17           | 37                  | 13                  | 1             | 0             | 15                       | 5                        | –               | –               | 53    | 18    |
| Anderlecht        | Total             | 139                 | 26                  | 9             | 4             | 36                       | 5                        | 1               | 0               | 185   | 35    |
| Monaco            | 2017–18           | 27                  | 0                   | 3             | 0             | 4                        | 1                        | 1               | 0               | 35    | 1     |
| Monaco            | 2018–19           | 20                  | 5                   | 3             | 0             | 6                        | 0                        | 1               | 0               | 30    | 5     |
| Monaco            | Total             | 47                  | 5                   | 6             | 0             | 10                       | 1                        | 2               | 0               | 65    | 6     |
| Leicester         | 2018–19           | 13                  | 3                   | –             | –             | –                        | –                        | –               | –               | 13    | 3     |
| Leicester         | 2019–20           | 37                  | 3                   | 7             | 2             | –                        | –                        | –               | –               | 44    | 5     |
| Leicester         | 2020–21           | 38                  | 6                   | 6             | 3             | 7                        | 0                        | –               | –               | 51    | 9     |
| Leicester         | 2021–22           | 32                  | 6                   | 4             | 1             | 13                       | 0                        | 1               | 0               | 50    | 7     |
| Leicester         | 2022–23           | 7                   | 1                   | 1             | 0             | –                        | –                        | –               | –               | 8     | 1     |
| Leicester         | Total             | 127                 | 19                  | 18            | 6             | 20                       | 0                        | 0               | 0               | 166   | 25    |
| Total na carreira | Total na carreira | 313                 | 50                  | 33            | 10            | 66                       | 6                        | 3               | 0               | 416   | 66    |

## Títulos
Anderlecht
- Belgian Pro League: 2013–14, 2016–17
- Supercopa da Bélgica: 2013, 2014

Leicester City
- Copa da Inglaterra: 2020–21
- Supercopa da Inglaterra: 2021

### Prêmios individuais
- 50 melhores sub-18 do mundo de 2014[11]
- 40 jovens promessas do futebol mundial de 2014 (The Guardian)[12]
- 16º melhor jogador sub-21 de 2016 (FourFourTwo)[13]
- 50 jovens promessas do futebol mundial de 2016 (La Gazzetta dello Sport)[14]
- Chuteira de Ébano da Bélgica: 2017

## Recordes
- Terceiro jogador mais jovem a atuar na Liga dos Campeões da UEFA (16 anos e 148 dias)[2]